# カラチャイ・チェルケス共和国

カラチャイ・チェルケス共和国
Карачаево-Черкесская Республика
Къарачай-Черкес Республика
Къэрэшей-Шэрджэс Республикэ
Карашай-Шеркеш Республика
Къарча-Черкес Республика

カラチャイ・チェルケス共和国（カラチャイ・チェルケスきょうわこく、ロシア語: Карачаево-Черкесская республика, ロシア語ラテン翻字: Karachayevo-Cherkesskaya respublika、カラチャイ・バルカル語: Къарачай-Черкес Республика、カバルド語: Къэрэшей-Шэрджэс Республикэ、ノガイ語: Карашай-Шеркеш Республика、アバザ語: Къарча-Черкес Республика）は、ロシア連邦に属する共和国。首都はチェルケスク。北カフカース連邦管区に含まれる。

## 地理
面積 14,100km²。南にジョージアと国境を接する。ロシア連邦内では、西にスタヴロポリ地方、北にクラスノダール地方、東にカバルダ・バルカル共和国と隣り合う。
領域の約8割が大コーカサス山脈に連なる山地であり、カバルダ・バルカル共和国との境界上にヨーロッパ最高峰のエルブルス山（5,462m）がある。172の川が流れ、主なものはクバン川、大ゼレンチュク川、小ゼレンチュク川、ウルプ川、ラバ川など。アクサウト川、テベルダ川など。130ほどの湖がある。
1月の平均気温は -3.2 °C、7月の平均気温は +20.6 °C。年間の平均降水量は平地で550mm、山間部で2,500mm。
石炭、花崗岩、大理石、金、粘土などを産する。鉱泉が豊富で、温泉も多い。

## 歴史

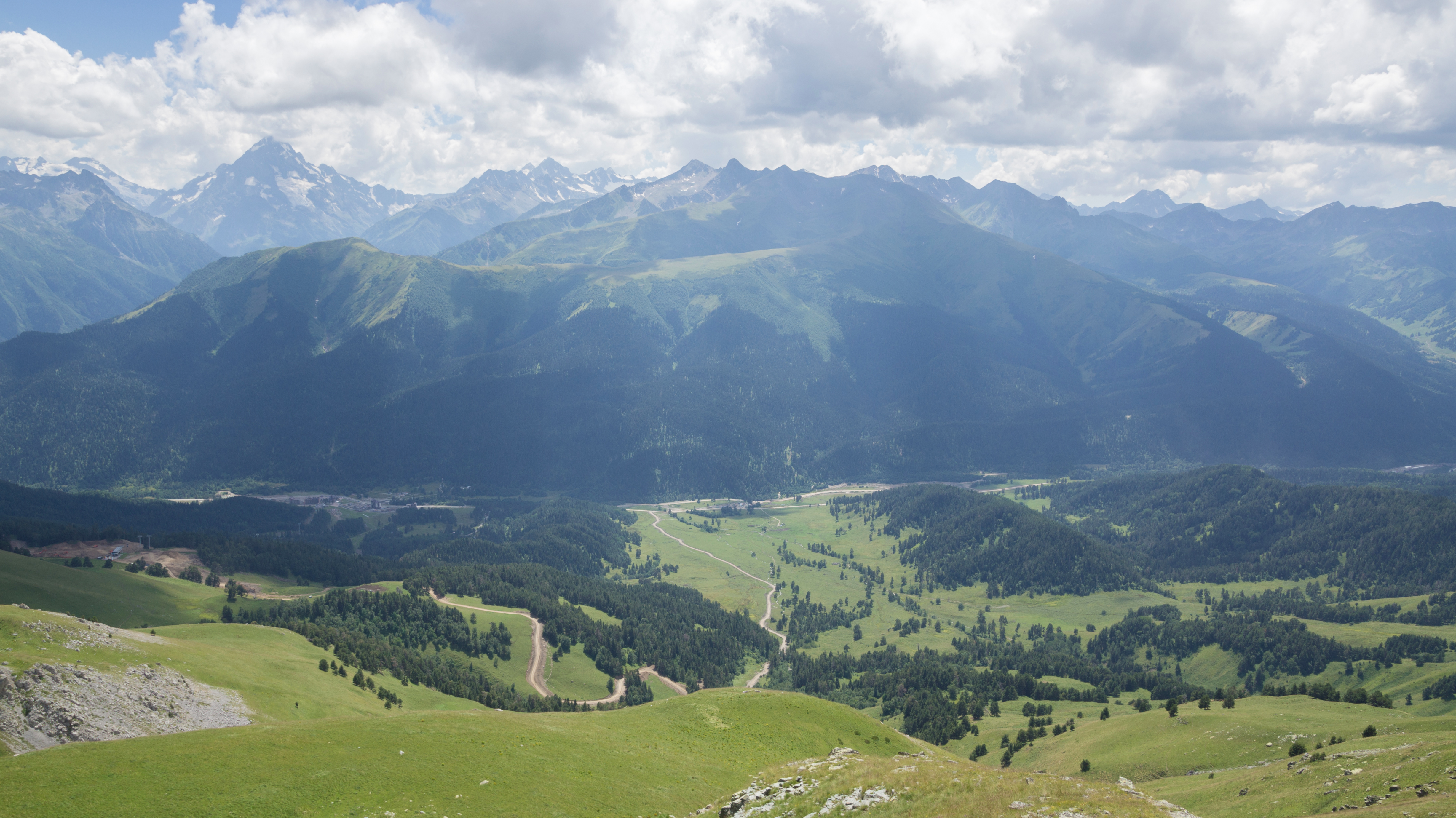
アルヒズ山地（Arkhyz）

紀元前2世紀にイラン系遊牧民サルマタイがヨーロッパに移り、スキタイを駆逐してチェルニャコヴォ文化を築いた一方、アラン人はこの土地に残っていた。
最初の千年記（紀元元年-1000年）はアラン人の国であった。当時の遺構が多く残っている。（ru:Зеленчукские храмы、en:Senty Church、en:Shoana Church）
歴史的にクバーニと呼ばれた地方である。
19世紀前半に露土戦争が終わり、1828年の講和条約アドリアノープル条約締結により、現在のカラチャイ・チェルケス共和国の領域はロシア帝国領ru:Баталпашинский отделのクバン州に併合された。
コーカサス戦争では住民（チェルケス人など）が激しい抵抗を行ったが、チェルケス人虐殺で鎮圧され、戦後にはムスリム住民がオスマン帝国へ人口移動された。
1918年のロシア革命後、4月1日にクバーニ・ソビエト共和国となり、5月28日にクバーニ＝黒海ソビエト共和国となった。7月5日には北カフカース・ソビエト共和国となり、12月には白軍南ロシア軍（露: ВСЮР）が占領した。1921年1月20日に山岳自治ソビエト社会主義共和国となった。1922年1月12日にカラチャイ・チェルケス自治州がつくられた。1926年にカラチャイ自治州とチェルケス民族管区に分離。チェルケス民族管区は、1928年4月30日にチェルケス自治州に昇格。
1943年、カラチャイ自治州は廃止され、第二次世界大戦で男性人口の半分がドイツと戦ったにもかかわらず、ヨシフ・スターリン政権によってカラチャイ人住民はカザフスタンに送られた。1957年1月に再びカラチャイ・チェルケス自治州が設置され、カラチャイ人たちは帰郷を許された。
1989年、アブハジア紛争。1991年3月にカラチャイ・チェルケス・ソビエト社会主義共和国となり、ソビエト連邦解体にともなって、1992年8月14日、アブハジア戦争が勃発。1992年12月にカラチャイ・チェルケス共和国に改称された。

## 住民
人口は466,305人（2018年）。人口密度は31.2人/km²。住民の民族構成は、ロシア人（31.6%）、テュルク系のカラチャイ人（41.0%）、チェルケス人（11.9%）、アバザ人（7.8%）、ノガイ人（3.3%）など。80を越える民族が暮らすと言われる。全人口の44%が都市に暮らす。平均年齢は33.2歳。127,488戸。
近年の調査では、ロシア人の割合の低下が顕著であり、1990年代以降の北コーカサス地方の政情の不安定化、経済状態の悪化などが原因と考えられる。また、チェチェン紛争の際に、ノガイ人の人口を上回る約2万人のチェチェン人難民が流入した。

### 宗教
| 宗教人口の割合           | 宗教人口の割合           | 宗教人口の割合 | 宗教人口の割合 | 宗教人口の割合 |
| ------------------------ | ------------------------ | -------------- | -------------- | -------------- |
|                          |                          |                |                |                |
| イスラーム               | イスラーム               |                | 64%            | 64%            |
| ロシア正教               | ロシア正教               |                | 13.2%          | 13.2%          |
| 無宗教型スピリチュアル層 | 無宗教型スピリチュアル層 |                | 10%            | 10%            |
| その他・不明             | その他・不明             |                | 6%             | 6%             |
| 無神論・無宗教           | 無神論・無宗教           |                | 3%             | 3%             |
| 土着信仰                 | 土着信仰                 |                | 2%             | 2%             |
| その他のキリスト教各派   | その他のキリスト教各派   |                | 1.8%           | 1.8%           |

56,900人を対象に行われた2012年の調査によると、64%がイスラーム、13%がロシア正教、 2%が土着信仰、2%が単立教会、無教会派、ロシア正教以外の正教会を信仰している。無宗教型スピリチュアル信仰が10%、3%が無神論、6%がその他・不明となっている。

## 政治
首長が共和国の元首（2012年7月までの呼称は大統領）である。共和国議会は定員73人で、4年に一度選挙がある。
民族間の対立が常に大きな問題である。1999年5月、初めての大統領選挙が行なわれ、カラチャイ人候補ウラジーミル・セミョーノフがチェルケス人候補スタニスラフ・デレフに勝利した後、セミョーノフ陣営の不正を指摘するデレフ支持者による大規模な抗議行動が起こった。裁判所は選挙結果を有効と判断し、共和国の分離を唱える数千人のデレフ支持者によるデモが続いた。
2001年、自動車爆弾によるテロが起こった。チェチェン過激派の犯行と考えられている。

## 行政区画

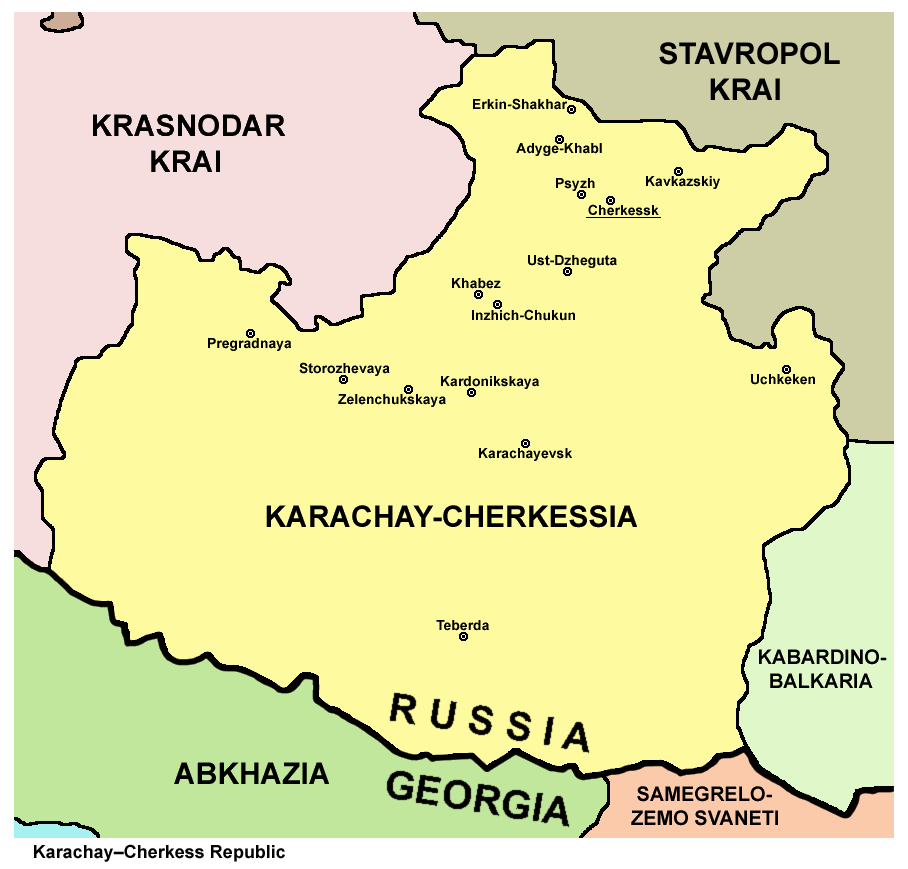
首都チェルケスクは国土の北端にある

共和国は8つの地区に分けられ、4つの都市と140の集落がある。

### 都市
- チェルケスク（Черкесск）
- カラチャエフスク（Карачаевск）
- ウスチ・ジェグタ（Усть-Джегута）
- テベルダ（Теберда）

### 行政区分（2002年の人口）
- ゼレンチュクスキイ（Зеленчукский, 53423人）
- ウスチ・ジェグチンスキイ（Усть-Джегутинский, 52218人）
- マロカラチャエフスキイ（Малокарачаевский, 39466人）
- プリクバンスキイ（Прикубанский, 35564人）
- ハベズスキイ（Хабезский, 31887人）
- アディゲ・ハブリスキイ（Адыге-Хабльский, 28427人）
- カラチャエフスキイ（Карачаевский, 26261）
- ウルプスキイ（Урупский, 18681人）

## 経済
主な産業は首都チェルケスクに集中している。北部では化学工業、自動車工業、畜産などが、南部では採鉱、木材加工、養羊が盛ん。南部の山々への登山者や、テベルダなどの保養地からの観光収入も大きい。

## 標準時
この地域は、モスクワ時間帯の標準時を使用している。時差はUTC+3時間で、夏時間はない。（2011年3月までは、標準時がUTC+3で夏時間がUTC+4、同年3月から2014年10月までは通年UTC+4であった）